# Abyan
Abyan (em árabe أبين) é uma província (mohafazah) do Iêmen. No passado, sua região fez parte do sultanato de Fadhi, e serve atualmente como base do grupo terrorista Exército Islâmico de Áden-Abyan. Sua capital é a cidade de Zinjibar, e em janeiro de 2004 possuia uma população de 438.656 habitantes.